# L'Avenir du futur
L'Avenir du futur est une émission de télévision de vulgarisation scientifique et de débat créée par Jean-Pierre Hutin, diffusée mensuellement du 24 janvier 1975 au 22 juin 1987 sur TF1.

## Principe de l'émission
L'émission comprenait, en première partie, la projection d'un film en rapport avec la thématique de la soirée, suivi d'un débat en direct avec divers invités (à l'image des Dossiers de l'écran).
Après la musique du générique, le présentateur ouvrait l'émission en présentant le thème du jour, puis le film ou le téléfilm l'illustrant commençait, suivi du débat autour de la question.

## Présentateurs
- Robert Clarke
- Michel Chevalet

## Générique
L'indicatif musical du générique de l'émission est un passage de Rubycon de Tangerine Dream.

## Programmation

### Saison 1 (1975)
| Diffusion       | Thème                                                              | Film                           | Réalisateur             | Date |
| --------------- | ------------------------------------------------------------------ | ------------------------------ | ----------------------- | ---- |
| 24 janvier 1975 | Trouvera-t-on des traces de vie sur Mars ?                         | Robinson Crusoé sur Mars       | Byron Haskin            | 1964 |
| 21 février 1975 | Débat sur le film avec H. Reeves                                   | Le Choc des mondes             | Rudolph Maté            | 1951 |
| 10 mars 1975    | Le voyage dans le temps                                            | La Machine à explorer le temps | George Pal              | 1960 |
| 14 avril 1975   | Débat sur le film                                                  | Le Survivant                   | Boris Sagal             | 1971 |
| 12 mai 1975     | Les énergies futures                                               | Quand la terre s'entrouvrira   | Andrew Marton           | 1965 |
| 9 juin 1975     | Le cerveau, son importance, la possibilité d'une greffe du cerveau | L'Homme au cerveau greffé      | Jacques Doniol-Valcroze | 1971 |

### Saison 2 (1975-1976)
| Diffusion         | Thème                                              | Film                         | Réalisateur    | Date |
| ----------------- | -------------------------------------------------- | ---------------------------- | -------------- | ---- |
| 29 septembre 1975 | Des hommes sur mesure ?                            | L'Homme qui rétrécit         | Jack Arnold    | 1957 |
| 27 octobre 1975   | Sommes nous des extra-terrestres ?                 | Le Village des damnés        | Wolf Rilla     | 1960 |
| 24 novembre 1975  | La parapsychologie                                 | Les Innocents                | Jack Clayton   | 1961 |
| 15 décembre 1975  | L'ère glaciaire                                    | Le Jour où la Terre prit feu | Val Guest      | 1961 |
| 26 janvier 1976   | Les ordinateurs peuvent-ils devenir intelligents ? | Le Cerveau d'acier           | Joseph Sargent | 1970 |
| 23 février 1976   | La nature malade de l'homme                        | La Forêt interdite           | Nicholas Ray   | 1958 |
| 22 mars 1976      | Les hommes de l'an 2000 seront-ils des surdoués ?  | Charly                       | Ralph Nelson   | 1968 |
| 26 avril 1976     | Existe-t-il un antimonde ?                         | Danger, planète inconnue     | Robert Parrish | 1969 |
| 24 mai 1976       | Débat autour du film                               | Mirage                       | Edward Dmytryk | 1965 |
| 28 juin 1976      | Les phénomènes mystérieux dans le ciel             | Le Jour où la Terre s'arrêta | Robert Wise    | 1951 |

### Saison 3 (1976-1977)
| Diffusion         | Thème                                       | Film                         | Réalisateur         | Date |
| ----------------- | ------------------------------------------- | ---------------------------- | ------------------- | ---- |
| 27 septembre 1976 | Peut-on prévoir les tremblements de terre ? | La Submersion du Japon       | Shirô Moritani      | 1973 |
| 25 octobre 1976   | La recherche médicale                       | Les Hommes en blanc          | Ralph Habib         | 1955 |
| 22 novembre 1976  | Pourquoi la conquête de l'espace ?          | Les Naufragés de l'espace    | John Sturges        | 1969 |
| 13 décembre 1976  | Des microbes nouveaux ?                     | Le Mystère Andromède         | Robert Wise         | 1971 |
| 24 janvier 1977   | L'évolution de l'homme                      | Voyage au centre de la Terre | Henry Levin         | 1959 |
| 28 février 1977   | Les angoisses de l'an 2000                  | THX 1138                     | George Lucas        | 1971 |
| 28 mars 1977      | Les catastrophes naturelles                 | Krakatoa à l'est de Java     | Bernard Kowalski    | 1969 |
| 25 avril 1977     | L'intelligence animale en l'an 2000         | Le Jour du dauphin           | Mike Nichols        | 1973 |
| 23 mai 1977       | Les transports du futur                     | Point limite zéro            | Richard C. Sarafian | 1971 |
| 27 juin 1977      | Le cerveau, cet inconnu                     | La Guerre des cerveaux       | Byron Haskin        | 1968 |

### Saison 4 (1977-1978)
| Diffusion         | Thème                                | Film                      | Réalisateur             | Date |
| ----------------- | ------------------------------------ | ------------------------- | ----------------------- | ---- |
| 29 septembre 1977 | Les transports de l'an 2000          | Les Choses de la vie      | Claude Sautet           | 1970 |
| 24 octobre 1977   | L'avenir des races                   | King Kong                 | Merian C. Cooper        | 1933 |
| 28 novembre 1977  | Vivrons nous plus longtemps demain ? | Traitement de choc        | Alain Jessua            | 1973 |
| 12 décembre 1977  | Peut-on prévoir notre futur ?        | La Vie future             | William Cameron Menzies | 1936 |
| 23 janvier 1978   | Les phénomènes de possession         | Rosemary's Baby           | Roman Polanski          | 1968 |
| 27 février 1978   | L'exploitation des océans            | Odyssée sous la mer       | Daniel Petrie           | 1973 |
| 20 mars 1978      | La psychokynese                      | L'Intruse (en)            | John Korty              | 1972 |
| 24 avril 1978     | Le mystère du monde végétal          | La Chose d'un autre monde | Christian Nyby          | 1951 |
| 29 mai 1978       | Les phénomènes de hantise            | La Maison des damnés      | John Hough              | 1973 |
| 26 juin 1978      | Les robots sont-ils parmi nous ?     | Planète interdite         | Fred McLeod Wilcox      | 1956 |

### Saison 5 (1978-1979)
| Diffusion         | Thème                                     | Film                                          | Réalisateur         | Date |
| ----------------- | ----------------------------------------- | --------------------------------------------- | ------------------- | ---- |
| 25 septembre 1978 | La Chirurgie réparatrice de l'an 2000     | Les Yeux sans visage                          | Georges Franju      | 1960 |
| 23 octobre 1978   | Des climats et des hommes                 | Le Sous-marin de l'apocalypse                 | Irwin Allen         | 1961 |
| 27 novembre 1978  | Moins d'enfants anormaux en l'an 2000 ?   | L'Enfant bulle                                | Randal Kleiser      | 1976 |
| 11 décembre 1978  | L'Espace, an 2001                         | De la Terre à la Lune                         | Byron Haskin        | 1958 |
| 29 janvier 1979   | Les Mutants de l'an 3000                  | L'Homme qui venait de l'Atlantide : L'Arrivée | Lee H. Katzin       | 1977 |
| 26 février 1979   | La télépathie, un 6e sens ?               | Willard                                       | Daniel Mann         | 1971 |
| 26 mars 1979      | Débat autour du film                      | Le Pont de Cassandra                          | George Pan Cosmatos | 1976 |
| 23 avril 1979     | Les mystères de Lourdes                   | Le Chant de Bernadette                        | Henry King          | 1943 |
| 28 mai 1979       | Comment naitront les bébés en l'an 2000 ? | Zardoz                                        | John Boorman        | 1974 |
| 25 juin 1979      | La radiesthésie                           | Le Faiseur de pluie                           | Joseph Anthony      | 1956 |

### Saison 6 (1979-1980)
| Diffusion         | Thème                                   | Film                                   | Réalisateur        | Date |
| ----------------- | --------------------------------------- | -------------------------------------- | ------------------ | ---- |
| 24 septembre 1979 | A l'écoute des galaxies                 | L'Invasion des soucoupes volantes      | Ed Hunt            | 1977 |
| 22 octobre 1979   | L’électricité, an 3000                  | La Vie de Thomas Edison                | Clarence Brown     | 1940 |
| 26 novembre 1979  | La psychiatrie de l'an 2000             | Larry                                  | William A. Graham  | 1974 |
| 10 décembre 1979  | Les mystères de l'hérédité              | La Planète des singes                  | Franklin Schaffner | 1968 |
| 28 janvier 1980   | Enquête sur les phénomènes paranormaux  | Qu'est-il arrivé au bébé de Rosemary ? | Sam O'Steen        | 1976 |
| 25 février 1980   | L'homme en pièces détachées             | Mondwest                               | Michael Crichton   | 1973 |
| 31 mars 1980      | Stations spatiales les cités du futur ? | Bataille au-delà des étoiles           | Kinji Fukasaku     | 1968 |
| 5 mai 1980        | L'arsenal du futur ?                    | L'Odyssée du sous-marin Nerka          | Robert Wise        | 1958 |
| 30 juin 1980      | Faut-il changer nos rythmes de vie ?    | Les Rescapés du futur                  | Richard T. Heffron | 1976 |

### Saison 7 (1980-1981)
| Diffusion         | Thème                                                    | Film                                                                  | Réalisateur      | Date |
| ----------------- | -------------------------------------------------------- | --------------------------------------------------------------------- | ---------------- | ---- |
| 22 septembre 1980 | Les nourritures de demain                                | Et la terre survivra                                                  | Douglas Trumbull | 1971 |
| 27 octobre 1980   | Vaincre le cancer                                        | Un grand patron                                                       | Yves Ciampi      | 1951 |
| 24 novembre 1980  | Bébé à la carte                                          | L'Événement le plus important depuis que l'homme a marché sur la Lune | Jacques Demy     | 1973 |
| 15 décembre 1980  | Quelle énergie pour sauver le monde ?                    | La Fièvre du pétrole                                                  | Jack Conway      | 1940 |
| 26 janvier 1981   | Le terrorisme nucléaire est-il possible ?                | Docteur Folamour                                                      | Stanley Kubrick  | 1964 |
| 23 février 1981   | La recherche scientifique, un espoir pour les handicapés | Seule dans la nuit                                                    | Terence Young    | 1967 |
| 23 mars 1981      | Des ordinateurs doués de raison                          | Génération Proteus                                                    | Donald Cammell   | 1977 |
| 25 mai 1981       | Le nouveau défi spatial                                  | Capricorn One                                                         | Peter Hyams      | 1978 |
| 22 juin 1981      | Existe-t-il une intelligence animale ?                   | Les Évadés de la planète des singes                                   | Don Taylor       | 1971 |

### Saison 8 (1981-1982)
| Diffusion         | Thème                                 | Film                                 | Réalisateur          | Date |
| ----------------- | ------------------------------------- | ------------------------------------ | -------------------- | ---- |
| 28 septembre 1981 | Peut-on manipuler le cerveau humain ? | Un espion de trop                    | Don Siegel           | 1977 |
| 26 octobre 1981   | An 2000, la douleur vaincue ?         | Le Cas du docteur Laurent            | Jean-Paul Le Chanois | 1957 |
| 23 novembre 1981  | An 2020 : la terre surpeuplée ?       | L'Âge de cristal                     | Michael Anderson     | 1976 |
| 29 mars 1982      | Quand la réalité dépasse la fiction   | La Grande Menace                     | Jack Gold            | 1978 |
| 7 juin 1982       | Qui sommes-nous ?                     | La Conquête de la planète des singes | Jack Lee Thompson    | 1972 |

### Saison 9 (1982-1983)
| Diffusion        | Thème                                                   | Film                               | Réalisateur            | Date |
| ---------------- | ------------------------------------------------------- | ---------------------------------- | ---------------------- | ---- |
| 6 septembre 1982 | Le troisième millénaire c'est demain                    | Galactica, la bataille de l'espace | Richard A. Colla       | 1978 |
| 29 novembre 1982 | La révolution du diagnostic                             | Docteur Françoise Gailland         | Jean-Louis Bertuccelli | 1976 |
| 31 janvier 1983  | Prévoir les cataclysmes                                 | Avalanche                          | Corey Allen            | 1978 |
| 28 mars 1983     | La révolution végétale ou comment commander à la nature | L'Homme le plus dangereux du monde | Jack Lee Thompson      | 1969 |
| 30 mai 1983      | Alerte, de nouveaux microbes attaquent                  | Panique dans la rue                | Elia Kazan             | 1950 |

### Saison 10 (1983-1984)
| Diffusion         | Thème                                      | Film                       | Réalisateur        | Date |
| ----------------- | ------------------------------------------ | -------------------------- | ------------------ | ---- |
| 26 septembre 1983 | Pourra-t-on supprimer l'agressivité ?      | Sept morts sur ordonnance  | Jacques Rouffio    | 1975 |
| 24 octobre 1983   | L'astronomie de l’invisible                | Buck Rogers au XXVe siècle | Daniel Haller      | 1979 |
| 28 novembre 1983  | L’holocauste nucléaire                     | Point limite               | Sidney Lumet       | 1964 |
| 30 janvier 1984   | 30 janvier 2000 ?                          | Branle-bas au casino       | Richard Thorpe     | 1961 |
| 27 février 1984   | Les tranquillisants de l'an 2000           | Holocauste 2000            | Alberto De Martino | 1977 |
| 26 mars 1984      | La terre asphyxiée                         | New York ne répond plus    | Robert Clouse      | 1975 |
| 28 mai 1984       | Vieillir en restant jeune                  | Les Noces de cendre        | Larry Peerce       | 1973 |
| 25 juin 1984      | La coopération scientifique internationale | Meteor                     | Ronald Neame       | 1979 |

### Saison 11 (1984-1985)
| Diffusion         | Thème                          | Film                               | Réalisateur        | Date |
| ----------------- | ------------------------------ | ---------------------------------- | ------------------ | ---- |
| 24 septembre 1984 | Les orphelins de l'univers     | Le Cauchemar aux yeux verts        | Harvey Hart        | 1980 |
| 22 octobre 1984   | La grande manipulation         | Ces garçons qui venaient du Brésil | Franklin Schaffner | 1978 |
| 26 novembre 1984  | La psychosomatique             | Le Guérisseur                      | Yves Ciampi        | 1953 |
| 28 janvier 1985   | Nos cerveaux "bombardés" ?     | Le Prix du danger                  | Yves Boisset       | 1983 |
| 25 février 1985   | Nos "frères" de métal          | Saturn 3                           | Stanley Donen      | 1980 |
| 18 mars 1985      | Nature morte                   | Wolfen                             | Michael Wadleigh   | 1981 |
| 22 avril 1985     | Les océans de cocagne          | La Guerre des abîmes               | Jerry Jameson      | 1980 |
| 25 mai 1985       | Les sportifs du futur          | Comme un homme libre               | Michael Mann       | 1979 |
| 24 juin 1985      | La machine à remonter le temps | C'était demain                     | Nicholas Meyer     | 1979 |

### Saison 12 (1985-1986)
| Diffusion         | Thème                           | Film                        | Réalisateur            | Date |
| ----------------- | ------------------------------- | --------------------------- | ---------------------- | ---- |
| 23 septembre 1985 | La désertification              | Terre brûlée                | Cornel Wilde           | 1970 |
| 28 octobre 1985   | Espace, l'après l'an 2000       | 2001, l'Odyssée de l'espace | Stanley Kubrick        | 1968 |
| 25 novembre 1985  | Le cerveau démasqué             | Les Mots pour le dire       | José Pinheiro          | 1983 |
| 27 janvier 1986   | La médecine catastrophique      | Le Toubib                   | Pierre Granier-Deferre | 1979 |
| 24 février 1986   | Les transports en 2030          | Duel                        | Steven Spielberg       | 1971 |
| 24 mars 1986      | Sommes nous tous des violents ? | À mort l'arbitre            | Jean-Pierre Mocky      | 1983 |
| 28 avril 1986     | La démographie                  | Population zéro             | Michael Campus (en)    | 1972 |
| 26 mai 1986       | Alerte aux rétrovirus           | Virus                       | Kinji Fukasaku         | 1980 |

### Saison 13 (1986-1987)
| Diffusion         | Thème                                    | Film                     | Réalisateur           | Date |
| ----------------- | ---------------------------------------- | ------------------------ | --------------------- | ---- |
| 22 septembre 1986 | La médecine de l'espace                  | Outland                  | Peter Hyams           | 1981 |
| 27 octobre 1986   | En 2030, chacun mangera-t-il à sa faim ? | Soleil vert              | Richard Fleischer     | 1973 |
| 24 novembre 1986  | La puissance des nombres                 | La Vallée des rois       | Robert Pirosh         | 1954 |
| 26 janvier 1987   | Biologie, la grande menace               | Frankenstein 90          | Alain Jessua          | 1984 |
| 23 février 1987   | La civilisation du risque                | Malevil                  | Christian de Chalonge | 1981 |
| 30 mars 1987      | Il n'y a plus de saison                  | La Dernière Vague        | Peter Weir            | 1977 |
| 27 avril 1987     | Les médicaments missiles attaquent       | Paradis pour tous        | Alain Jessua          | 1982 |
| 25 mai 1987       | Les Sherlock Holmes de l'an 2000         | Le Chien des Baskerville | Terence Fisher        | 1959 |
| 22 juin 1987      | Les matériaux du futur                   | L'Homme au complet blanc | Alexander Mackendrick | 1951 |